# Shahan Berberian
Shahan (Retheosi) Berberian (in armeno Շահան Ռ. Պէրպէրեան?; Costantinopoli, 1º gennaio 1891 – Parigi, 9 ottobre 1956) è stato un compositore, filosofo e pedagogo armeno.

## Biografia
Poco dopo la sua nascita i genitori, Retheos Berberian e Zaruhi Panosyan, suo fratello maggiore Onnig, e la sorella Mannig Berberian si trasferirono a Ginevra, in Svizzera, per sfuggire ai massacri hamidiani organizzati dal sultano ottomano Abdul Hamid II tra il 1894 e il 1896.
Ritornato a Costantinopoli, si iscrisse alla scuola, fondata da suo padre, a Kadıköy, un quartiere nella parte asiatica della città. A quel tempo, iniziò a prendere lezioni private di violino, ma presto smise di suonare lo "strumento insopportabile" prendendo lezioni di pianoforte, ma anche questa impresa fu piuttosto infruttuosa.
Si laureò appena quindicenne nel 1906. Il primo lavoro del giovane quindicenne fu quello di insegnare letteratura e scienze naturali nella sua università ma nel 1908 decise di partire per Parigi, sentendosi insoddisfatto della sua formazione. Studiò alla Sorbona e al Collège de France ed ebbe come insegnante di filosofia e metafisica Henri Bergson, di psicologia Georges Dumas e di sociologia Émile Durkheim, ricevendo così un'istruzione completa nelle arti liberali e ottenendo un diploma per insegnare filosofia. Allo stesso tempo fu in grado di portare a compimento il suo amore per la musica frequentando concerti e studiando composizione da autodidatta.
Nel 1911 fu costretto a tornare a Costantinopoli per prendere le redini del Collegio fondato dal padre, e quindi non fu in grado di completare la sua tesi di dottorato, dal titolo "Il metodo patologico in psicologia". Oltre al suo incarico scolastico di preside del collegio, fu coinvolto nella vita culturale della comunità armena della città. In questo periodo, sviluppò una stretta amicizia con Padre Komitas trascorrendo lunghe ore a discutere di arte.
Nel 1918 fu scelto come direttore del Comitato Centrale dell'Unione armena degli insegnanti e nel 1919 fu nominato membro del Consiglio centrale dell'istruzione. Fu anche un promotore della fondazione - e in seguito divenne il presidente - del Centro dell'Arte Armena (Hayardun) a Costantinopoli. Contribuì con diversi saggi ai giornali armeni di Costantinopoli, principalmente a "Vosdan" e nel 1922, insieme a Kegham Kavafian, Vahan Tekeyan, Hagop Oshagan e Costan Zarian fondò un proprio giornale, il mensile "Partsravank", che era dedicato all'arte e alla letteratura.
Nel 1921, sposò Telli Sirakian dalla quale ebbe due figli, Ardavazt e Bared. Bared morì a 20 anni in un incidente di motocicletta. Ardavazt Berberian, dopo aver vissuto a Gerusalemme e Beirut, si trasferì a Parigi con la moglie Paule.
Nell'autunno del 1922, il deterioramento dell'atmosfera politica in Turchia lo spinse a partire per l'Europa, ancora una volta, e si stabilì a Dresda, in Germania, dove studiò coreografia, oltre a perseguire i suoi interessi filosofici ed estetici. Nel 1924, insieme al fratello maggiore compositore Onnig Berberian, si trasferì a Il Cairo, in Egitto, per rilanciare la scuola Berberian. Fortemente sostenuto dall'arcivescovo Torkom I Koushagian, allora primate d'Egitto, la sua scuola tornò ad essere un centro intellettuale per la comunità armena locale e rimase aperta fino al 1934, quando le sue scarse finanze lo costrinsero a chiuderla definitivamente. Al Il Cairo, Berberian e il suo amico e collega di vecchia data Hagop Oshagan istituirono anche due gruppi corali per incoraggiare ulteriormente il coinvolgimento della comunità armena: l'Unione degli amanti dell'Arte Armena (1932-34) e il Coro del Collegio Berberian (1924-34).
Su invito dell'arcivescovo Torkom Koushagian, divenuto Patriarca armeno di Gerusalemme, lui e la sua famiglia insieme a Hagop Oshagan si trasferirono al Patriarcato di San Giacomo per insegnare al Seminario armeno. La sua presenza al Seminario creò molta curiosità e fi presto avviata una rinascita culturale nel collegio teologico, favorita in parte dall'Unione Culturale Armena (1940-47) che lui e Oshagan fondarono.
Dopo dieci anni di insegnamento a Gerusalemme, nel 1944, si trasferì al Catolicosato della Grande Casa di Cilicia ad Antelias, in Libano, per continuare la sua vocazione educativa, occupando importanti ruoli nella formazione dei seminaristi.
Durante una vacanza estiva a Parigi, in visita a suo figlio Ardavazt, si ammalò e morì il 9 ottobre 1956.
Ardavazt Berberian divenne un rinomato pittore e attivo anche nella cultura armena. Ebbe due figli di nome Vanik e Shahan e una figlia di nome Gariné. Morì ad Avignone all'età di 79 anni, nell'agosto del 2002.

## Composizioni

### Vocali solistiche
- Բարձրացում • Partsratsum (Ascent, 1940)
- Փափաք • Papak (Desire, 1919)
- Պոլիս • Bolis (Constantinople, 1925)
- Քու յիշատակդ • Ku hishadagt (Your Memory, 1921)
- Իւսկիւտար • Eusgeudar (Üsküdar, 1944)
- Կ՚անձրեւէ տղաս • Gantsreve dghas (It is Raining, My Son, 1921)
- Գիշերերգ • Kishererk (Nocturne, 1945)
- Աստուածածնին ու խաչին • Asdvadzadznin u khachin (The Assumption and the Cross, 1918)
- Հրաւէր լուսնի տակ • Hraver lusni dag (Invitation in the Moonlight)
- Դուն աղբիւրն ես • Tun aghpyurn es (You Are the Fountain, 1918)
- Գարուն բացուաւ • Karun patsvav (Spring Has Come)
- Հօյ Հելինէ • Hoy Heline (Hoy Heline)
- Արազին • Arazin (To the Araz River)
- Հովին երգը • Hovin yerkı (The Song of the Wind)
- Զարոյի երգը • Zaroyi yerkı (Zaro's Song)
- Կարօտի երգ • Garodi yerk (Song of Longing)
- Ես ունէի • Yes uneyi (My Pomegranate Tree)
- Ամպի փէշով • Ambi peshov (Draped in Mist)
- Ձմեռն անցաւ • Tsmern antsav (Winter Has Gone)
- Լուսաւորչի կանթեղը • Lusavorchi gantegh (The Enlightener's Lamp)
- Հասուն արտ • Hasun ard (Ripening Field, 1919)
- Առաջին ծիլեր • Arachin dziler (The Exploding Seeds, 1920)
- Գիւղիս ճամբան • Kyughis jampan (My Village Road)
- Գիշերն անուշ է • Kishern anush e (The Night Is Sweet, 1919)
- Սէրով, սէրով (With Love Wounded)
- Ահաւասիկ (I Keep Yearning)
- Թող դէմքդ տժգունի  (Let Your Face Be Pale)
- Հսկում (Let Me Stay)
- Երգ երջանկութեան (Song of Joy, 1952)
- Անձրեւին հետ (With the Rain)
- Իրիկունն իջաւ (Night Descents, 1920)
- Ձեռագիր (Manuscript)
- Վարդանանց քայլերգ (March of Vartanank)
- Ովսաննա (Hosanna)
- Ալէլուիա (Alleluia, 1935)
- Այսօր տօն է (Ode to the Nativity)
- Ետեւէս եկուր (Follow Me)
- Մի՛ մերձենար յիս (Do Not Come Near)
- Անառակը (The Prodigal)
- Եկուր վիշտ (Come Sorrow)
- Օրերն անդարձ (Unreturning Days)
- Իղձ (Longing)
- Ջուրին վրայ (On the Water)

### Corali
- Ազատութեան զանգ • Azadutyan zank (Bell of Liberty)
- Իմ Նազենիս • Im Nazenis (My Nazeni)
- Քրիստոս պատարագեալ • Krisdos badarakyal (Christ Is Sacrificed)
- Առաւօտ լուսոյ • Aravod luso (Morning of Light)
- Անդնդային • Antntayin (Ode to the Holy Spirit)
- Խաչը • Khachı (The cross)